# ياسر الطائفي
ياسر الطائفي لاعب نادي الرياض
هو ياسر عبد الله الطائفي مواليد 1391هـ نجم سعودي تلألأ في سماء المنتخب السعودي الأول لكرة القدم، شارك في أهم محفل رياضي في مونديال كأس العالم في أمريكا 94 م، وشارك نجوم الأخضر تحقيق أول لقب خليجي في الإمارات في الدورة الـ12، وذاع صيته كثيرا في هذه الدورة.
أول من اكتشفه هو المدرب الوطني خالد القروني، ومن قدمه للنجومية هو الوطني محمد الخراشي عندما شارك في خليجي 12 في الإمارات، وأيضا الوطني عبد العزيز بن حمد هو من اكتشفه عندما كان لاعبا في شباب الرياض.
شارك ياسر مع فريق الرياض في عصره الذهبي في الفترة من عام 1988 وحتى عام 2000 م، وحقق مع مدرسة الوسطى كأس ولي العهد وكأس الأمير فيصل بن فهد، وكان أحد عناصر الجيل الذهبي لناديه الرياض.
تعرض لاصابة في دورة الخليج بالإمارات عام 95 اثناء احتكاك مع لاعب منتخب الكويت خالد الجارالله وتسببت تلك الإصابة في ابتعاده عن الكرة لفترة طويلة وبعد فترة قصيرة من عودته للملاعب تعرض لاصابة قوية تسببت في كسر باحدى فخذيه نتيجة لحادث مروري عام 2000 ونتج عنه وفاة أحد اصدقائه أحمد الشريدي واصابة صديقه الآخر عبد الهادي العبد الهادي باصابة طفيفة. واعلن بعد ذلك اعتزاله الكرة بشكل نهائي.
يعمل حالياً كمدرب في أكاديمية برشلونة في الرياض وكذلك موظف في التلفزيون السعودي.

## إسهاماته
- الحصول على كأس ولي العهد كأس ولي العهد عام 1414
- المركز الثاني في كأس دوري خادم الحرمين الشريفين عام 1414
- الحصول على كأس الاتحاد السعودي 1415
- وصيف كأس ولي العهد1415
- المركز الثالث في كأس دوري خادم الحرمين الشريفين عام 1415
- بطولة النخبة العربية المركز الثاني 1416
- المشاركة معه في كأس الكؤوس الآسيوية 1416 عندما أقصى كاظمة الكويتي وتأهل لنصف النهائي ليلاقي الطلبة العراقي ولكن انسحب الرياض من البطولة.
- تحقيق كأس الخليج العربي مع المنتخب السعودي في عام 1994
- شارك في كأس العالم لكرة القدم عام 1994 وكان ركيزة اساسية في تشكيلة المتخب وقدم مستويات رائعة.

## وصلات خارجية
- ياسر الطائفي على موقع قاعدة بيانات كرة القدم.إي يو (الإنجليزية)
- ياسر الطائفي على موقع ناشيونال فوتبول تيمز (الإنجليزية)
- ياسر الطائفي على موقع عالم كرة القدم.نت (الإنجليزية)